# Saint-Christophe-Dodinicourt
Saint-Christophe-Dodinicourt ist eine französische Gemeinde mit 32 Einwohnern (Stand 1. Januar 2022) im Département Aube in der Region Grand Est; sie gehört zum Arrondissement Bar-sur-Aube und zum Kanton Brienne-le-Château.

## Geografie
Die Gemeinde liegt in der Champagne, nördliche Gemeindegrenze bildet der Fluss Voire.
Im Gemeindegebiet liegt der Flugplatz Brienne-le-Château mit zwei Landebahnen in Ost-West-Richtung.

## Bevölkerungsentwicklung
| Jahr      | 1962 | 1968 | 1975 | 1982 | 1990 | 1999 | 2008 | 2016 |
| Einwohner | 47   | 39   | 22   | 41   | 43   | 42   | 37   | 34   |

## Sehenswürdigkeiten

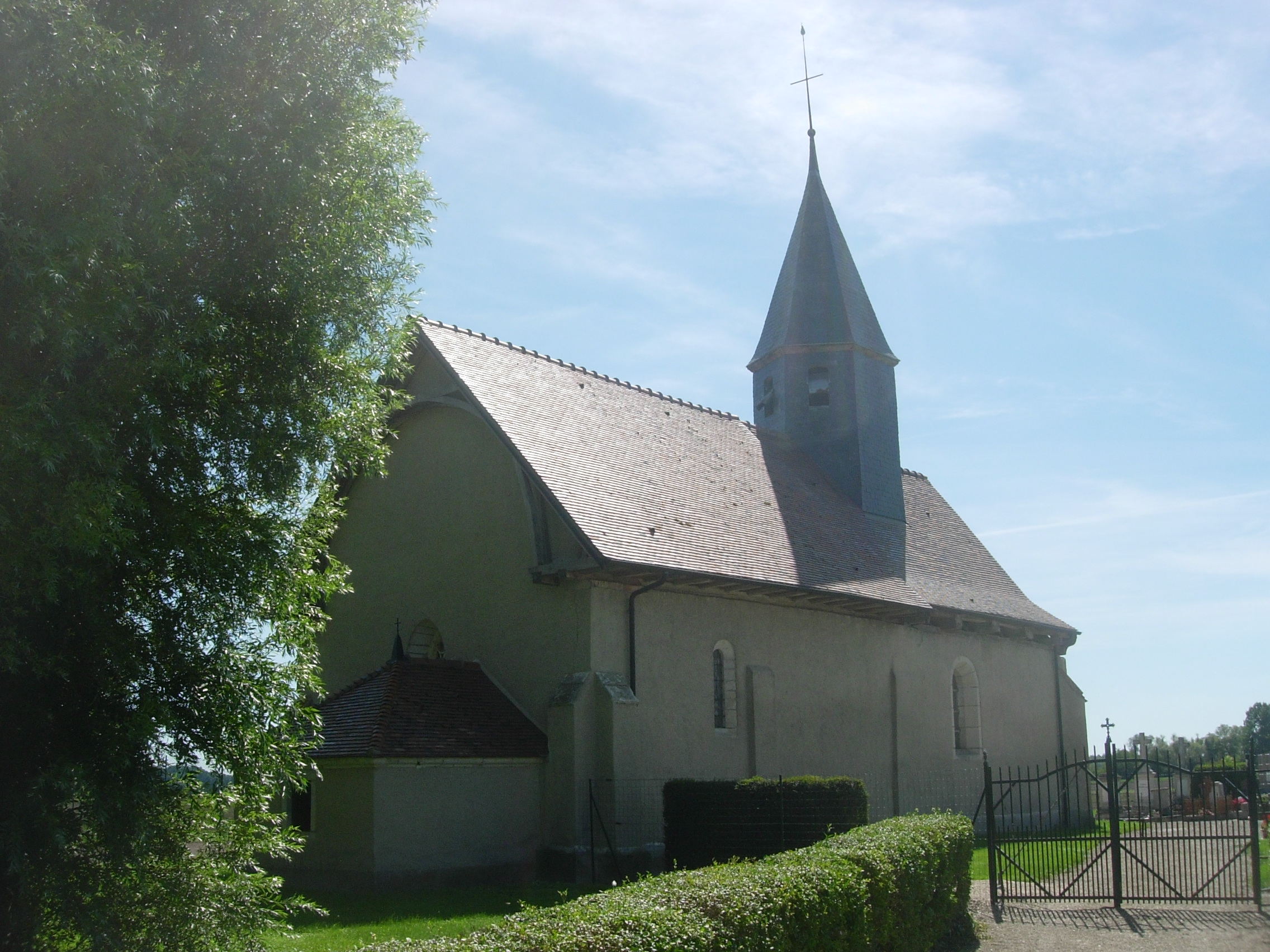
Kirche Saint-Christophe

- Kirche Saint-Christophe